# 阿勒泰級補給艦
阿勒泰級補給艦（英文：Altay-class oiler）是一類在1967年至1972年之間為蘇聯海軍建造的補給艦。

## 外部連結
- Project 160 medium seagoing tanker (English)